# RAF Upper Heyford
RAF Upper Heyford – baza Royal Air Force koło wsi Upper Heyford. Powstała w 1916. Miała duże znaczenie w okresie zimnej wojny, gdy stacjonowały tu bombowce strategiczne United States Air Force. Zamknięta w 1994.